# Arthur Watkyn
Arthur Watkins, född 1907, död 1965, var en brittisk författare, censor och offentlig tjänsteman som tjänstgjorde som sekreterare för British Board of Film Censors från 1948 till 1956, efterträdande Joseph Brooke Wilkinson på posten, efter att ha arbetat på Storbritanniens inrikesministerium. Han skrev under namnet Arthur Watkyn och var också en framgångsrik romanförfattare och dramatiker. Ett antal av hans verk har blivit film och tv-produktioner, inklusive komedin For Better, for Worse  och hans kostympjäs The Moonraker från 1952 som utspelar sig under det engelska inbördeskriget. Han fick också framgång med sin komedi Not in the Book från 1958.
Som censor var han känd för sin mer liberala behandling av filmmanus än sin föregångare, och introducerade X-certifieringen 1951 för att kunna tilllåta att filmer av mer vuxen karaktär kunde tillåtas visas. Han lämnade sin post som censor 1956 för att ta över som vicepresident för British Film Producers' Association.